# Медаль «За Варшаву 1939-1945»
Медаль «За Варшаву 1939—1945» (пол. Medal za Warszawę 1939-1945) — польська державна нагорода. Вручалась за активну участь в обороні Варшави у вересні 1939 року, за участь у варшавському Опорі й у Варшавському повстанні 1944 року, за участь у боях за звільнення міста в січні 1945 року. Нагороджувались нею як громадяни Польщі, так й іноземні громадяни.

## Історія
Медаль «За Варшаву 1939—1945» заснована указом Ради Міністрів ПНР від 21 листопада 1945 року: 
|  | з метою увічнення геройської історії Варшави у війні з гітлерівською навалою, історії солдата, що боронив столицю у вересні 1939 року, неухильно боровся під час окупації й жертовно гинув у трагічному повстанні, а також з метою увічнення героїчного визволення Варшави відродженим Військом Польським у союзі з Червоною Армією, і з метою нагородження учасників тих боїв за столицю Оригінальний текст (пол.) [w celu upamiętnienia bohaterskiej historii Warszawy w wojnie z hitlerowskim najeźdźcą, historii żołnierza, który bronił Stolicy we wrześniu 1939 roku, walczył nieugięcie w okresie okupacji i ginął ofiarnie w tragicznym powstaniu, a także celem upamiętnienia zwycięskiego wyzwolenia Warszawy przez Odrodzone Wojsko Polskie w sojuszu z Armią Czerwoną oraz celem nagrodzenia uczestników tych walk o Stolicę] Помилка: [undefined] Помилка: {{Lang}}: немає тексту (допомога): текст вже має курсивний шрифт (допомога) |

Нагороджував медаллю Міністр Оборони від ім'я Крайової Ради Народової. Відповідно указу, він назначав комісію, що затверджувала право на нагородження. У 1946 році міністр передав право нагороджувати медаллю начальникам військових округів, командирам 1-ї, 2-ї, 3-ї, 4-ї і 6-ї піхотних дивізій, командиру 1-ї Варшавської кавалерійської дивізії та Головному Управлінню Спілки борців за свободу і демократію. З 1958 року нагородження проводила Державна Рада, а з 1990 року — президент Польщі.
До 1989 року медаллю була нагороджена 131 361 особа, а в період 1993—1999 року — 4 476 осіб. Разом 135 837 осіб.
Постанова від 16 жовтня 1992 року визначила термін нагородження медаллю «За Варшаву 1939—1945» — до 8 травня 1999 року.

## Опис

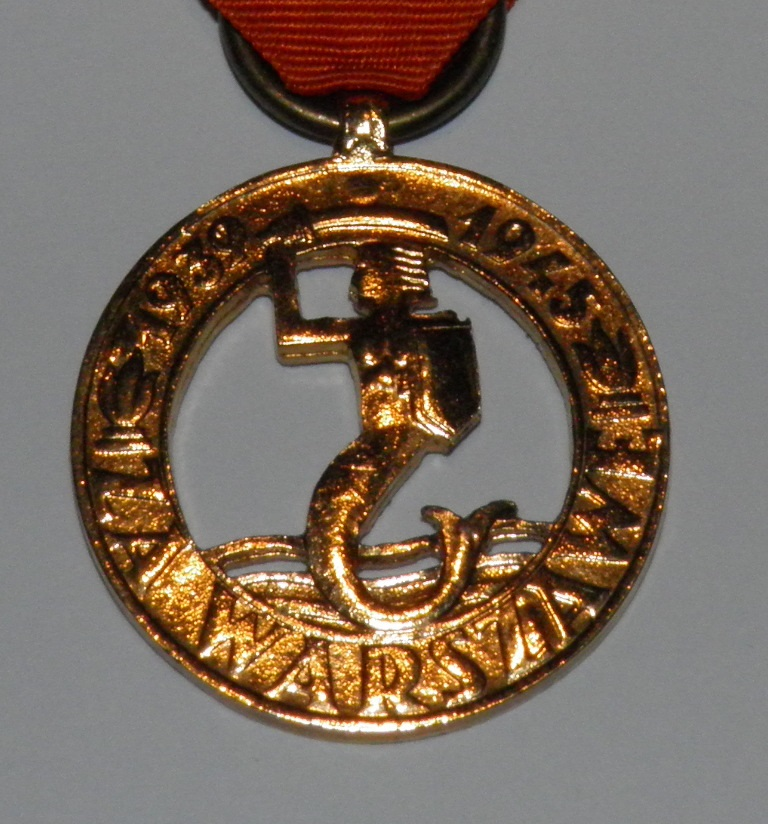
Варіант з емальованим тлом

Знак першого варіанту медалі відповідно статуту являє собою кружок діаметром 33 мм, зроблений з бронзи. На аверсі медалі усередині — викарбоване зображення сирени зі щитом і мечем («варшавська русалка»), знизу — три хвилі. Тло й проміжки хвиль покриті блакитною емаллю. Зображення оточене ободом, на нижньому півколі якого напис ZA WARSZAWĘ («За Варшаву»), а у верхньому, відділеному від нижнього знаками вічного вогню («знічами») поміщені цифри «1939–1945», причому рискою між датами є меч у руці сирени. Реверс медалі простий, без рисунка й написів.
У 1946 році дизайн медалі дещо змінено, і з 1947 нагородження проводили новим варіантом. Медаль зазнала таких змін: тло на аверсі не було покрите емаллю, а на реверсі з'явився напис у чотири рядки, розділених горизонтальними лініями: RP / OBROŃCOM / BOJOWNIKOM / OSWOBODZICIELOM («Республіка Польща/Захисникам/Воякам/Визволителям»), під якими зображення двох дубових листків.
Стрічка медалі — 35 мм завширшки, червоного кольору з двома жовтими смужками шириною 4 мм, розташованих на відстані 2 мм від крайок.

## Див. також

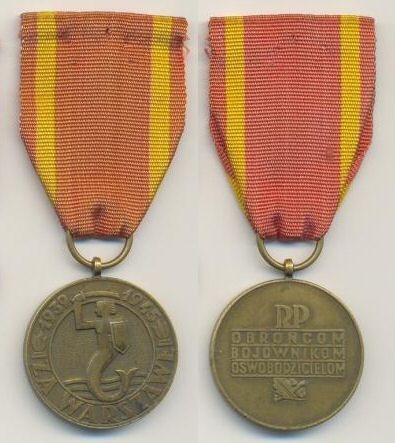
Медаль «За Варшаву»